# Faisal ibn Turki
Faisal ibn Turki (àrab: فيصل بن تركي, Fayṣal ibn Turkī) (Bombai, 8 de juny de 1864 - Masqat, 4 d'octubre de 1913) va ser sultà de Masqat i Oman del 4 de juny de 1888 al 4 d'octubre de 1913. Va succeir el seu pare Turki ibn Saïd com a sultà. A la seva mort, el 1913, el va succeir el seu fill gran Taimur ibn Faisal.
Era el sogre d'Ali ibn Hamud, sultà de Zanzíbar.

## Biografia
Tant la seva mare com la mare del seu pare pertanyien al poble surma d'Etiòpia. Va rebre una educació privada i abans d'accedir al tron va ser governador de Nizwa.
En assumir el poder l'any 1888, Faisal ibn Turki va veure que la seva autoritat a l'interior s'havia anat debilitant a mesura que els líders tribals havien anat percebent la seva creixent dependència dels consellers britànics. Va haver d'afrontar dificultats financeres durant tot el seu regnat, i el 1895 i el 1897 va haver de demanar préstec als britànics a l'Índia per a les despeses del tresor. Segons el major britànic S.G. Knoxe, el sultà Faisal era «sens dubte un governant feble, però per la seva amabilitat i obertura va guanyar certa popularitat».
El 1895 es va veure obligat a buscar refugi al fort de Jalali després de l'ocupació de Masqat. Els agents polítics britànics van frustrar els seus esforços per recuperar Masqat i el van obligar a cortejar els francesos. Va concedir als francesos les instal·lacions de carbó per a la seva flota de Bandar Jissah, prop de Masqat.
Decidits a frustrar qualsevol creixement de la presència francesa en el que els britànics consideraven la seva esfera d'influència, el Regne Unit va presentar a Faisal ibn Turki un ultimàtum el 1899 ordenant-li que s'embarqués en el vaixell insígnia britànic o Masqat seria bombardejada. Tenint pocs recursos, Faisal ibn Turki va capitular. Humiliat públicament, la seva autoritat va quedar danyada de manera irreversible. El 1903 va demanar permís a Lord George Nathaniel Curzon, virrei de l'Índia, per abdicar, però la seva petició va ser denegada. El control de la capital es va delegar a Saïd ibn Muhammad al-Saïd, mentre que els afers de l'interior van recaure en un exesclau, Sulayman ibn Suwaylim. El 1913 es va perdre completament el control de l'interior i un imamat refet va tornar a amenaçar per a Masqat. El maig de 1913, Salim ibn Raixid al-Kharusi va ser elegit imam a Tanuf i va encapçalar una revolta contra el soldà que comibnava els grups tribals hinawi i ghafiri.
A la mort de Faisal, el va succeir el seu segon fill, Taimur ibn Faisal. El sultà Haitham d'Oman és un descendent directe de Faisal ibn Turki.

## Descendència
Faisal ibn Turki va tenir 24 fills:
1. Sàyyid Badran ibn Faisal al-Saïd
2. Sultà Taimur ibn Faisal al-Saïd
3. Sàyyid Nadir ibn Faisal al-Saïd
4. Sàyyid Muhammad ibn Faisal al-Saïd
5. Sàyyid Hamad ibn Faisal al-Saïd
6. Sàyyid Hamud ibn Faisal al-Saïd
7. Sàyyid Salim ibn Faisal al-Saïd
8. Sàyyid Ali ibn Faisal al-Saïd
9. Sàyyid Malik ibn Faisal al-Saïd
10. Sàyyid Shihab ibn Faisal al-Saïd
11. Sàyyid Abbas ibn Faisal al-Saïd
12. Sàyyid Matar ibn Faisal al-Saïd
13. Sàyyida … bint Faisal al-Saïd
14. Sàyyida Burda bint Faisal al-Saïd
15. Sàyyida Rahma bint Faisal al-Saïd
16. Sàyyida Ruma bint Faisal al-Saïd
17. Sàyyida Taimura bint Faisal al-Saïd
18. Sàyyida Aliya bint Faisal al-Saïd
19. Sàyyida Walyam bint Faisal al-Saïd
20. Sàyyida Shatu’ bint Faisal al-Saïd
21. Sàyyida Saraya bint Faisal al-Saïd
22. Sàyyida Taimura bint Faisal al-Saïd
23. Sàyyida Shirin bint Faisal al-Saïd
24. Sàyyida Shuruqa bint Faisal al-Saïd

## Honors

### Honors nacionals
- Gran Mestre de l'Orde d'al-Said[1]

### Honor estrangers
- Medalla d'or de Delhi Durbar d'Eduard VII - 15 de novembre de 1903[1]
- Cavaller Honorari Gran Comandant de l'Orde de l'Imperi Indi (GCIE) - 1904[4]
- Medalla d'or de Delhi Durbar de Jordi V - 12 de desembre de 1911[1]
- Orde dels Lloables, 1a classe en brillants del Sultanat de Zanzíbar[1]